# MC Ren
MC Ren, pseudonimo di Lorenzo Jerald Patterson (Compton, 14 giugno 1969), è un rapper statunitense, famoso per aver fatto parte del gruppo N.W.A.
Viene anche chiamato "The Villain".

## Biografia
Nato e cresciuto a Compton, in California, Patterson si unisce presto alla gang KPCC (Kelly Park Compton Crips) dell'East Side, frequentata anche da Eazy-E. Terminate le scuole superiori alla Dominguez High School, Patterson si unisce al gruppo hip-hop N.W.A., comparendo nel 1987 nell'album d'esordio di Eazy-E e contribuendo, l'anno successivo, alla realizzazione dell'album Straight Outta Compton. Nel 1989, dopo l'abbandono del gruppo da parte di Ice Cube, MC Ren si dedica alla scrittura di varie tracce, alcune delle quali soliste. Tra queste compaiono Just Don't Bite It (dall'EP 100 Miles and Runnin') e She Swallowed It, contenuta nell'album Efil4zaggin. Il successo del gruppo, segnato soprattutto dal primo posto nella Billboard 200 di Efil4zaggin, coincise tuttavia con l'inizio dei contrasti tra Dr. Dre e la Ruthless Records che porteranno gli N.W.A. a dividersi non senza poche polemiche. Lo stesso Eazy-E verrà accusato di cattiva gestione del denaro. 
Dopo lo scioglimento degli N.W.A., MC Ren prosegue la sua carriera da solista pubblicando, con l'aiuto dell'amico di infanzia Eazy-E, l'EP Kizz My Black Azz. Nonostante una tiepida accoglienza, l'EP viene certificato disco di platino appena due mesi dopo, raggiungendo 1.406.000 copie vendute nel 2015. 
Nel 1993 pubblica il suo primo album da solista, chiamato Shock of the Hour, nel quale è presente la traccia Mayday on the Frontline, utilizzata nello stesso anno nel film CB4. L'album, inizialmente previsto con il titolo Life Sentence, subisce importanti cambiamenti nel concetto e nei testi in seguito all'adesione di MC Ren al movimento religioso afro-americano Nation of Islam. Alcuni anni dopo lascia l'organizzazione per convertirsi all'Islam.
Nel 1996, poco dopo la morte dell'amico Eazy-E a causa dell'AIDS, pubblica il suo secondo album da solista The Villain in Black. Seguono gli album Ruthless for Life (1998) e Renincarnated (2009). 
Nel 2004 fonda l'etichetta discografica Villain Entertainment.
Nel 2015 all'interno del film Straight Outta Compton, il suo personaggio viene interpretato da Aldis Hodge. 
Si ritira dalla scena musicale negli anni successivi, ma torna nel 2022 con un nuovo album intitolato Osiris.
Nel 2024 riceve un Grammy Award alla carriera come membro degli N.W.A.

## Discografia
Album in studio
- 1993 – Shock of the Hour
- 1996 – The Villain in Black
- 1998 – Ruthless for Life
- 2009 – Renincarnated
- 2022 – Osiris

EP
- 1992 – Kizz My Black Azz
- 2009 – Lost in the Game

### N.W.A
- 1987 – N.W.A. and the Posse
- 1988 – Straight Outta Compton
- 1991 – Efil4zaggin

## Collaborazioni
1988
da Eazy-Duz-It, album di Eazy-E
- Ruthless Villain
- 2 Hard Muthas
- We Want Eazy

1989
da No One Can Do It Better, album di The D.O.C.
- Comm. 2
- The Grand Finale

1990
- We're All in the Same Gang (dal singolo The West Coast Rap Allstars)
- Ren's Rhythm (da To Hell and Black, album dei Capital Punishment Organization)
- The Last Song (da Livin' Like Hustlers, album degli Above the Law)

1992
- Process of Elimination (Untouchakickamurdaqtion) (dall'album Black Mafia Life degli Above the Law)

1995
- Down Fa Mine (dall'album Made In America di Kam)
- Tha Muthaphukkin Real (dall'album Str8 off tha Streetz of Muthaphukkin Compton di Eazy-E)

1996
- Killaz in the Park (dall'album Time Will Reveal degli Above the Law)

1998
- 24 Hours to Live (Remix) (dalla compilation Ruthless Records Presents: Decade of Game)
- Stallion (dall'album Thugged Out: The Albulation di Yukmouth)

1999
- Some L.A. Niggaz (dall'album 2001 di Dr. Dre)

2000
- Set It Off (dall'album The Last Meal di Snoop Dogg)
- Chin Check (brano degli N.W.A nella colonna sonora di Next Friday)
- Hello (dall'album War & Peace - Vol. 2 (The Peace Disc) di Ice Cube)

2001
- The Hardest... (dall'album Space Boogie: Smoke Oddessey di Kurupt)
- Southland Killers (dall'album Stoned Raiders dei Cypress Hill)
- Legend of Jimmy Bones (dalla colonna sonora di Bones)
- Bangin (dall'album That Girl di Ms. Toi)

2002
- 2 G's from Compton (dall'album Thy Kingdom Come di King Tee)
- Wanna Ride (dall'album The Streets di WC)

2003
- Tha ?hit (dall'album Deuce di The D.O.C.)

2006
- Still Ain't Free (dall'album Paris Presents: Hard Truth Soldiers Vol. 1 di Paris)
- Raw Shit e Hard Truth Soldiers (dall'album Rebirth of a Nation dei Public Enemy)